# Bartłomiej Noszczyk
Bartłomiej Henryk Noszczyk (ur. 1965 w Warszawie) – polski lekarz chirurg plastyczny, nauczyciel akademicki, profesor nauk medycznych.

## Życiorys
W 1989 ukończył studia medyczne na kierunku lekarskim Akademii Medycznej w Warszawie. Specjalista w zakresie chirurgii ogólnej (I stopień w 1992) i chirurgii plastycznej (II stopień w 1996).
Stopień doktora nauk medycznych uzyskał w 1991 w Akademii Medycznej w Warszawie na podstawie pracy pt. Udział wazopresyny i angiotensyny w ośrodkowej regulacji ciśnienia tętniczego u psów. W 2001 w Centrum Medycznym Kształcenia Podyplomowego uzyskał stopień doktora habilitowanego na podstawie pracy pt. Ekspresja integryn oraz białek p63 i p53 w gojeniu ran skóry. W 2019 otrzymał tytuł naukowy profesora nauk medycznych.
Odbył szereg staży i szkoleń, w tym m.in. w Klinice Chirurgii Plastycznej szpitala Saint Louis w Paryżu.
Kierownik Kliniki Chirurgii Plastycznej Centrum Medycznego Kształcenia Podyplomowego, zlokalizowanej w Samodzielnym Publicznym Szpitalu Klinicznym im. Prof. W. Orłowskiego Centrum Medycznego Kształcenia Podyplomowego. 
Członek towarzystw naukowych w tym m.in. Polskiego Towarzystwa Chirurgii Plastycznej, Rekonstrukcyjnej i Estetycznej oraz Towarzystwa Chirurgów Polskich oraz American Society of Plastic Surgeons.

## Odznaczenia
- Srebrny Krzyż Zasługi[7]

## Rodzina
Jest wnukiem chirurga Henryka Noszczyka oraz synem chirurga Wojciecha Noszczyka i aktorki Grażyny Staniszewskiej oraz ojcem trójki dzieci.